# Stempeljochspitze
Stempeljochspitze är ett berg i Österrike.   Det ligger i distriktet Innsbruck-Land och förbundslandet Tyrolen, i den västra delen av landet, 400 km väster om huvudstaden Wien. Toppen på Stempeljochspitze är 2 543 meter över havet.
Terrängen runt Stempeljochspitze är huvudsakligen bergig, men söderut är den kuperad. Runt Stempeljochspitze är det tätbefolkat, med 319 invånare per kvadratkilometer.. Närmaste större samhälle är Innsbruck, 8,4 km söder om Stempeljochspitze. 
Runt Stempeljochspitze är det i huvudsak tätbebyggt.